# Cervi (Grecia)
Cervi (in greco Ελαφόνησος?, Elafonisos) è una micro isola - 19 km² - della Grecia, posta a 570 m dalla costa del Peloponneso, nel golfo di Laconia; le sue coste sono lunghe appena 25 chilometri.
Facilmente raggiungibile via traghetto dal Peloponneso, dal quale dista solo 300 metri, o da Neapoli Voion, l'isola offre ai visitatori alcune tra le più belle spiagge di sabbia di tutta la Grecia.
L'isola sta conoscendo negli ultimi anni un'intensa attività di urbanizzazione legata al turismo. 

## Storia
Nell'antichità, l'isola era unita alla terraferma da una lingua di terra formando una penisola. 
Il sisma del 365 fece diventare Elafonissos un’isola. 
Le genti e i popoli che si alternarono nel governo di questo piccolo lembo di terra furono bizantini, saraceni, veneziani, turchi, francesi e inglesi.
Le sue coste furono teatro di epiche battaglie navali. 
I veneziani le diedero il nome di Cervi perché la forma dell'isola ricorda quella della testa del cervo. Analogo significato ha il nome greco.
Elafonissos fu definitivamente aggregata alla Grecia solo nel 1850.
Appena fuori dalla costa di Cervi si trova il sito archeologico subacqueo di Pavlopetri, una città sommersa datata al principio del III millennio a.C., che si ritiene sia sprofondata in mare attorno al 1000 a.C.

## Amministrazione
Dal punto di vista amministrativo, l'isola è formata dal comune omonimo. Fino al gennaio 2011 era considerato una comunità della prefettura di Laconia; successivamente, a seguito della riforma amministrativa detta Programma Callicrate, è diventato un comune della periferia del Peloponneso (unità periferica della Laconia). Al censimento 2001 aveva 746 abitanti.

## Il centro abitato
Sull'isola è presente un unico centro abitato, visitabile a piedi, che ospita il piccolo porto. L’isola conta 750 abitanti che crescono esponenzialmente durante le vacanze estive. Sul lungomare sono presenti piccoli negozi e ristoranti per mangiare a pochi metri dal mare. 
Uno dei posti più conosciuti del centro abitato è la piccola chiesa ortodossa principale ''Agios Spyridon'', collegata alla terraferma da un ponte. La chiesa, costruita nel 1858 e ristrutturata nel 1862, è fatta di pietra di Malta e al suo interno custodisce diverse icone, simile alle tantissime che si possono trovare sparse per tutto il Peloponneso, spesso dipinte di bianco o azzurro.

## Le spiagge
Il vero tesoro di Elafonisos sono le sue spiagge.
- Simos

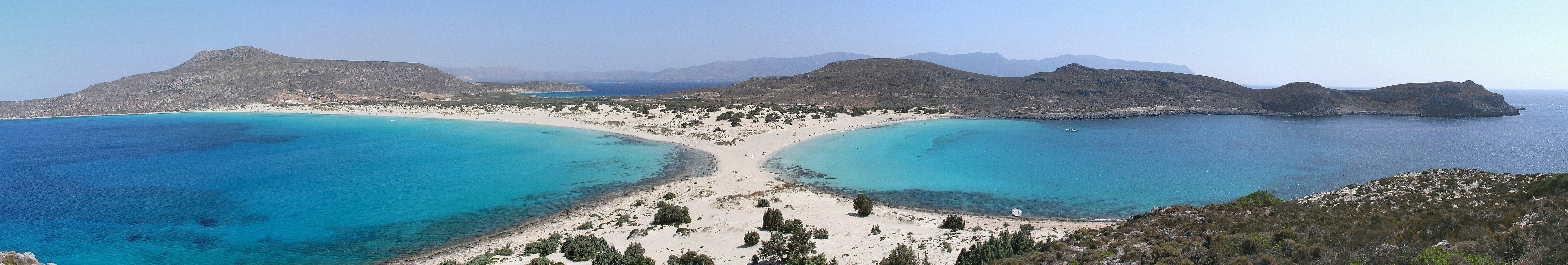
La spiaggia di Simos

Si trova nella parte meridionale dell'isola, è divisa in due da un promontorio creando una lunga striscia di sabbia che separa la parte a ovest da quella a sud-est. La parte più grande si chiama Sarakiniko mentre la parte più piccola si chiama Fragos. È una spiaggia incredibile caratterizzata da acque cristalline color turchese, dune di sabbia alte 10 metri e foreste di cedri. Salendo sulla piccola collina, fra la bellezza e il profumo dei gigli bianchi tipici del mediterraneo, è possibile ammirare un bel panorama dall’alto.
- Ta Nisia tis Panagias

Letteralmente significa "Isole della Vergine Maria" per via dei minuscoli isolotti con lo stesso nome che circondano la spiaggia. Questa incredibile distesa di sabbia offre uno dei tramonti più belli dell'isola. Lo scenario è molto simile a Simos: dune di sabbia, cedri e acque turchesi. 
Nella baia di Panagia ci sono quattro isolette: 
Xeropoules (Xeropoùles)
Lepto Nisi (Leptò Nisì)
Prasonisi (Prasonìsi)
Kassela (Kassèla), la più grande isola di Elafonisos con un'altitudine di 18 metri.
- Lefki

Sul lato orientale dell'isola, sulla strada verso Simi, la spiaggia di Lefki è un piccolo nascondiglio, una piccola striscia di sabbia bianca e rocce circondata da dune. La baia è spesso rifugio di piccole imbarcazioni, poiché è riparata dai venti.
- Spiaggia Contagino

La spiaggia è vicina al porto e alla strada principale ed è caratterizzata da una lunga distesa di sabbia dorata.
- Agliftis

Nel sud-ovest dell'isola, dopo Panagia e di fronte a capo Tainaron, c'è un piccolo isolotto di nome Agliftis con un'unica spiaggia sabbiosa, che si può raggiungere esclusivamente in barca o attraverso un sentiero.

## Fauna
Gli animali più diffusi sono le lepri, il coniglio selvatico, i tassi e i ricci. Sono presenti anche tartarughe, lucertole, serpenti, rane, lumache e scorpioni. 

### Fauna di uccelli
Diverse specie di uccelli sono stati registrati nella zona. Il loro numero aumenta soprattutto durante i periodi migratori, dal momento che Elafonissos si trova nel corridoio migratorio fra Africa, Creta, Anticitera, Citera e Peloponneso. La tortora, l'upupa e la pernice sono le specie più comuni. Nelle aree non boscose, come le pendici rocciose, trovano cibo dei predatori come aquile e falconi. I prati mediterranei con latifoglie sempreverdi ospitano anche molte specie che si annidano negli arbusti. 
Sono presenti anche fenicotteri, anatre selvatiche e falchi di palude.

### Anfibi e rettili
Molte specie di anfibi e rettili sono stati registrati a Elafonissos. La specie protetta, la tartaruga di mare caretta-caretta si spinge fino alle coste che bagnano il centro abitato.
A Elafonissos ci sono diverse specie di serpenti e lucertole. Tra le lucertole è particolarmente interessante la rarissima lucertola greca (Lacerta graeca), una specie endemica del Peloponneso.

### Mammiferi
In passato, in luoghi rocciosi attorno all' isola, erano presenti delle foche. 
Nell'area marittima di Elafonissos ci sono anche cetacei, soprattutto delfini. Le specie di questi mammiferi sono i tursiopi (tursopius truncatus). Al largo, i pescatori hanno incontrato anche delle balene.

## Festa della Panagia Katanissiotissa
Il 15 agosto la Chiesa ortodossa celebra la “Dormizione della Madonna”. Si tratta di una festa particolarmente sentita nel Paese, festeggiata un po' come Pasqua e Natale. Di solito si va in chiesa, oppure in qualche monastero dedicato a Maria, madre di Gesù, e poi si pranza con i parenti.
Durante la Festa della Panagia Katanissiotissa la chiesa di Panagia accoglie molti pellegrini che gratuitamente vengono trasportati sulla spiaggia via mare.